# Округ Медисон (Монтана)
Медисон (енгл. Madison County) је округ у америчкој савезној држави Монтана.

## Демографија
По попису из 2010. године број становника је 7.691, што је 840 (12,3%) становника више него 2000. године.
| Група             | 2000.         | 2010.         |
| Белци             | 6.575 (96,0%) | 7.335 (95,4%) |
| Афроамериканци    | 3 (0,0%)      | 15 (0,2%)     |
| Азијати           | 18 (0,3%)     | 26 (0,3%)     |
| Хиспаноамериканци | 130 (1,9%)    | 186 (2,4%)    |
| Укупно            | 6.851         | 7.691         |